# イウリアニヤ・アレクサンドロヴナ
イウリアニヤ（ユリアニヤ、ウリヤナ）・アレクサンドロヴナ（ロシア語: Иулиания(Юлиания,Ульяна) Александровна、1330年頃 - 1391年3月17日）はトヴェリ大公アレクサンドルの娘である。リトアニア大公アルギルダスの二番目の妻であり、ヤギェウォ朝の祖ヨガイラ、リトアニア大公シュヴィトリガイラなどの母となった。
イウリアニヤは、父アレクサンドルがプスコフへ亡命していた期間に誕生した。父アレクサンドルの亡命は、1327年に起きた、ジョチ・ウルスに対する民衆蜂起であるトヴェリ蜂起の懲罰軍（ジョチ・ウルスならびにモスクワ公国軍）から逃れたものである。
1347年、イウリアニヤの姉マリヤ(ru)がモスクワ大公セミョーンと結婚すると、イウリアニヤはセミョーンの庇護を受けた。1350年にアルギルダスと結婚し、リトアニア大公妃となった。ヴィテプスクを領有したイウリアニヤは、精霊修道院(ru)、神現教会、ヴィテプスクで最初の女子修道院などの建設、ミハイル教会の改修など、都市の正教建築物に力を入れた。また、ヴィリニュスにはニコライ教会(ru)、聖生の起源三者大聖堂（現・三位一体教会(ru)）を建設した。また、イウリアニヤの統治期である1351年にはヴィテプスク城（ヴィーツェプスク城(ru)）が強化され、以降300年間の都市防衛の役割を担った。
1377年に夫アルギルダスと死別した後は、リトアニア大公位を継いだ息子ヨガイラとモスクワ大公ドミトリー・ドンスコイの娘・ソフィヤとの婚姻、ならびにヨガイラの正教徒への改宗（なお、この段階ではヨガイラは非キリスト教徒）によって、リトニア・モスクワ間の同盟を図ろうとした。ただしヨガイラは1386年にポーランド女王ヤドヴィガと結婚し、カトリック教徒となっている（クレヴォ合同）。
1383年に修道女となり、マリナもしくはマルファ（Марина, Марфа）の修道名を得た。死亡年は1391年であるが、埋葬地はヴィテプスク（現ヴィーツェプスク）の精霊修道院、ヴィリニュスの聖母大聖堂(ru)、『ニコン年代記』の記述に従うキエフ・ペチェールシク大修道院など諸説ある。
2018年12月5日、ウクライナ独立正教会により列聖された。

## 子
ヤン・テンゴウスキの説では、夫アルギルダスとの間に以下の子がいる（ラテン文字表記はリトアニア語。ミニガイラ、エカテリーナはロシア語表記に基づく）。
- Kena(ru)
- Eufrozinė
- スキルガイラ
- カリブタス
- Teodora
- レングヴェニス
- Elena(ru)
- ヨガイラ
- Marija(ru)
- カリガイラ
- ミニガイラ(ru)[訳語疑問点]
- アレクサンドラ
- エカテリーナ(pl)[訳語疑問点]
- ヴィーガンタス
- シュヴィトリガイラ
- Jadvyga(pl)